# كاريو (ممثل)
تشاكي كاريو (بالتركية:Tchéky Karyo) ممثل فرنسي من أصل تركي و ينتمي للجذور اليونانية ، ولد في إسطنبول سنة 1953 ، وانتقل إلى باريس ، وحصل على الجنسية الفرنسية .

## أعماله
شارك في الفيلم الشهير ذا باتريوت سنة 2000 .

## وصلات خارجية
- كاريو على موقع IMDb (الإنجليزية)
- كاريو على موقع روتن توميتوز (الإنجليزية)
- كاريو على موقع ألو سيني (الفرنسية)
- كاريو على موقع ميوزك برينز (الإنجليزية)
- كاريو على موقع أول موفي (الإنجليزية)
- كاريو على موقع قاعدة بيانات الأفلام السويدية (السويدية)
- كاريو على موقع ديسكوغز (الإنجليزية)
- كاريو على موقع قاعدة بيانات الفيلم (الإنجليزية)
- كاريو على موقع كينوبويسك (الروسية)